# Interstate '76
Interstate '76 è un simulatore di guida del 1997 sviluppato e pubblicato da Activision per Microsoft Windows.

## Trama
Il videogioco è ambientato negli Stati Uniti sud-occidentali del 1976 in cui la crisi energetica del 1973 ha portato al collasso la società.

## Sviluppo
Il gioco riutilizza il motore grafico di MechWarrior 2: 31st Century Combat.
Nel 1998 il videogioco ha ricevuto una espansione dal titolo Interstate '76: Nitro Pack. Activision ha in seguito pubblicato Interstate '76: Gold Edition che presenta alcune modifiche al titolo originale, disponibili anche tramite patch.
Interstate '76: The Arsenal comprende le modifiche introdotte in Gold Edition con l'aggiunta di Nitro Pack. Questa versione è stata distribuita su GOG.com nel 2010.
La casa di produzione Davis Entertainment aveva acquistato i diritti cinematografici, ma nessuna serie tv o film si è mai concretizzata.